# Філетер

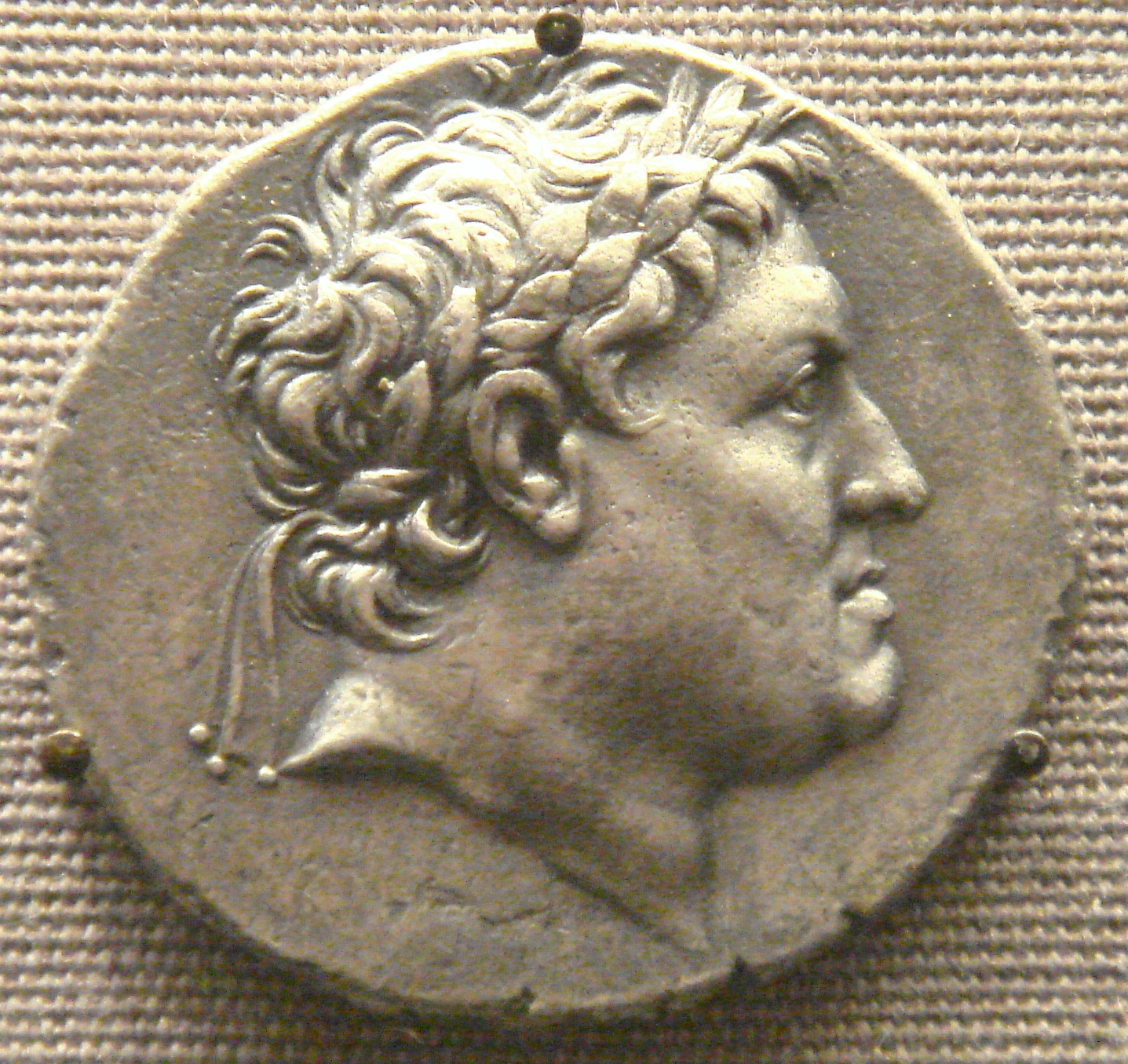
Зображення Філетера на монеті, карбованій Атталом I

Філетер (дав.-гр. Φιλέταιρος) — володар Пергама у 283 — 263 р. до н. е., засновник династії Атталідів, названої на честь його батька.
Народився в невеличкому містечку Тіей на сході Віфінії. Його батьком був грек Аттал, а матір'ю місцева гетера та авлетка Боа. Внаслідок нещасного випадку ще в дитинстві став євнухом. Можливо саме тому Лісімах доручив йому охорону своєї скарбниці, що знаходилася в фортеці Пергам. Згодом формально визнав владу Селевкідів. Оскільки власних дітей не мав, владу заповів небожу Евмену.